# Charles A. Ferguson
Charles Albert Ferguson (6 de Julho de 1921 – 2 de Setembro de 1998) foi um linguista estadunidense que lecionou na Universidade Stanford, sendo um dos fundadores da sociolinguística e conhecido especialmente por seu trabalho sobre  diglossia. Ele conduziu a criação do teste TOEFL, no Centro de Linguística Aplicada em Washington, D.C. Ferguson foi o líder de um time de linguistas na pesquisa sobre Uso e Ensino de Línguas, da Fundação Ford, na Etiópia. Uma das muitas publicações que resultou dessa pesquisa foi o artigo de Ferguson, publicado em 1976, propondo a Área da Língua Etíope. Esse artigo se tornou amplamente citado e um marco importante no estudo do contato linguístico.[carece de fontes?]
Ferguson também é amplamente conhecido por seu importante artigo sobre diglossia, publicado em 1959, e frequentemente citado.

## Biografia
Charles Albert Ferguson nasceu na Filadélfia, Pensilvânia, em 1921. Desde cedo ele teve curiosidade por linguagem, sistema e ordem, que o levou a investigar línguas estrangeiras por meio de estudos orientados na Universidade da Pensilvânia. Durante sua vida e carreira, fez importantes contribuições para diversos campos da linguagem, tais como: desenvolvimento de primeira e segunda línguas, uso da linguagem em sociedade e variação e mudança linguística.

## Carreira
A carreira de Ferguson, embora marcada pelo interesse em diversos campos da linguagem, é amplamente caracterizada pelo foco em linguística aplicada. No início de sua carreira, após se graduar, juntou-se ao Instituto de Serviços Estrangeiros (Foreign Service Institute) e trabalhou no Oriente Médio entre 1946 e 1955. No início da década de 1950, Ferguson lecionou no Institute of Languages and Linguistics da Universidade de Georgetown, no Deccan College, na Índia, e no Centro de Estudos do Oriente Médio (Center for Middle Eastern Studies) da Universidade de Harvard.

## Conferência da UCLA
Em 1964, de 11 a 13 de maio, Ferguson esteve presente na conferência sobre sociolinguística organizada pela Universidade da Califórnia em Los Angeles (UCLA), com outros importantes pesquisadores da área, como William Bright, John Gumperz, William Labov, Paul Friedrich. Ele apresentou uma comunicação sobre a equação de situações sociolinguísticas nos Estados. Pode-se dizer que esse encontro, em 1964, marcou efetivamente o nascimento da sociolinguística, afirmando-se em oposição a outras correntes linguísticas que eram, até então, hegemônicas, ao gerativismo de Noam Chomsky e ao estruturalismo de Ferdinand de Saussure.

## Diglossia
Termo originalmente cunhado pelo linguista de origem greco-francesa Ionnis Psycharis que desenvolveu seus estudos com a língua francesa. Ferguson deu precisão teórica ao termo a partir dos estudos com línguas orientais. O autor explica que em algumas comunidades de fala é possível encontrar duas ou mais variedades que são utilizadas pelos falantes sob diferentes condições. O linguista cita como exemplo a Itália, na cidade de Nápoles, em que se usa um dialeto local, o napolitano, em casa, com amigos e familiares e a língua padrão italiana em situações comunicativas sociais. Nesse caso, as variedades convivem lado a lado, tendo cada uma suas próprias regras de uso. A própria língua italiana padrão era um dialeto falado na Toscana, que foi padronizado. A diglossia se refere a situação, em uma língua, da ocorrência em uma comunidade de fala de registros linguísticos funcionalmente diferentes. Ferguson determina essas variantes como Variety High (H) (variedade A - alta) e Variety Low (L) (variedade B - baixa). A variedade H corresponde ao registro linguístico de alto prestígio (língua padrão) e a variedade L ao registro de baixo prestígio (os dialetos regionais). Esses registros não chegam a ser concorrentes, mas são utilizados em contextos comunicativos bastante diferentes. A variedade A, complexa do ponto de vista gramatical, é usada em situações que exigem uma maior formalidade na fala ou na escrita. Acarreta a situação de bilinguismo, as duas variáveis possuem uma diferenciação de status sociopoítico.